# Ricardo Olmedo
Ricardo Pedro Olmedo (Mendoza, 22 de mayo de 1906, -Buenos Aires, 22 de abril de 2011) fue un militar argentino perteneciente a la Fuerza Aérea que alcanzó el grado de brigadier mayor. Fue uno de los aviadores militares más longevos de la aeronáutica argentina.

## Familia
Ricardo Olmedo nació en Mendoza, fruto del matrimonio de Pedro Olmedo y María Teresa Marchetto.
Este aviador militar estaba casado con Blanca Mascaro Tabanera, mujer con la cual tuvo a sus dos hijos, Ricardo Emilio y Jorge Pedro.

## Carrera
Tras terminar sus estudios secundarios ingresó al Colegio Militar de la Nación el 1 de marzo de 1922. El 22 de diciembre de 1925 egresó de dicha academia militar como subteniente del Ejército Argentino dentro del arma de infantería.
Tras revistar en diversas unidades de infantería del Ejército, Olmedo ingresó a la Escuela Militar de Aviación el 15 de marzo de 1928 y el 28 de diciembre se recibió de observador militar. El 30 de diciembre del año siguiente recibió el diploma de aviador militar.
En 1930, fue destinado al Grupo 3 de Observación de la Base Aérea Militar General Urquiza en Paraná, (desde 1949 conocida como la II Brigada Aérea). En 1932 continuó sus servicios en la Fábrica Militar de Aviones (Córdoba), allí siendo el primer aviador militar, participó en pruebas de vuelo del avión nacional Dewoitine. Se convirtió en el primer oficial aviador militar que revistó en la Provincia de Córdoba.
Estuvo dos años en la Fábrica Militar de Aviones con el propósito de ordenar y establecer el servicio de seguridad. Entre 1934 y 1935 fue profesor de bombardeo en la Escuela de Aviación Militar.
Hacia 1936 se creó el Comando de la División Aérea I (dependiente del Estado Mayor del Ejército) en El Palomar, allí Olmedo se desempeñó como Jefe de Organización y Movilización.
En 1940 ocupa el cargo de segundo jefe de Base Aérea hasta 1942.
El 4 de enero de 1945, con la creación de la Fuerza Aérea Argentina se creó también la Secretaría de Aeronáutica y un mes después es nombrado Director de Aviación Comercial, con el grado de Vicecomodoro.
Con posterioridad fue designado como Director de Tránsito Aéreo, donde se abocó a ordenar el mismo. Organizó y tuvo a su cargo los servicios de seguridad y protección al vuelo, radioayudas, comunicaciones, información meteorológica, control de movimiento de aviones y cartografía de aeronavegación.
En 1951 se lo envía en carácter de Agregado Aeronáutico Militar en la Embajada Argentina en Londres, Reino Unido. El 16 de enero de 1953 pasó a retiro con el grado de Brigadier Mayor.

### Distinción tras el retiro
El 15 de junio de 2006, tras cumplir 100 años, se le hizo entrega de la "Mención de Honor Senador Domingo Faustino Sarmiento" en el Salón Azul del Honorable Senado de la Nación.

## Fallecimiento
El Brigadier Mayor Ricardo Pedro Olmedo falleció el 22 de abril de 2011, a los 104 años de edad, por causas naturales.